# Lepanthes herrerae
Lepanthes herrerae är en orkidéart som beskrevs av Carlyle August Luer och Béhar. Lepanthes herrerae ingår i släktet Lepanthes och familjen orkidéer. Inga underarter finns listade i Catalogue of Life.